# Aedes malayensis
Aedes malayensis är en tvåvingeart som beskrevs av Donald Henry Colless 1962. Aedes malayensis ingår i släktet Aedes och familjen stickmyggor. Inga underarter finns listade i Catalogue of Life.